# Louis Simpson
Louis Aston Marantz Simpson (Kingston, Jamaica, 27 de marzo de 1923 - Stony Brook, Nueva York, 14 de septiembre de 2012) fue un poeta, editor, traductor, crítico y profesor universitario estadounidense. Ganó el Premio Pulitzer de Poesía en 1964 por su trabajo en The End Of The Open Road.

## Biografía
Era hijo de Aston Simpson, abogado de ascendencia escocesa y negra, y Rosalind Marant, nacida en Europa del Este en una familia judía.   Con 17 años se trasladó de Jamaica a Nueva York, tras la muerte de su padre, e ingresó en la Universidad de Columbia, donde estudió con Lionel Trilling y Mark Van Doren. Sus estudios quedaron interrumpidos por la Segunda Guerra Mundial, en la que luchó con la 101st Airborne Division del Ejército de los Estados Unidos; alcanzó el grado de sargento y obtuvo varias condecoraciones. 
Tras licenciarse en 1946, volvió a sus estudios, obteniendo la licenciatura en 1948. En 1949 contrajo matrimonio con Jeanne Rogers, con la que tuvo su primer hijo, Matthew. A partir de 1950 empieza a trabajar como editor en la editorial Bobbs-Merrill Publishing Co., y a partir de compaginará este trabajo con la enseñanza de inglés en la Universidad de Columbia. En 1954 se divorció de Jeanne. Durante 1955 abandonó la editorial para seguir trabajando en la Universidad de Columbia y compaginar ese trabajo con la enseñanza de inglés en la The New School, y se casó con Dorothy Roochvarg, con quien tuvo dos hijos más, Anne y Anthony. 
En 1959 abandonó las dos instituciones para las que trabajaba y se marchó a enseñar a la Universidad de California en Berkeley, en la que permaneció hasta 1967. 
En el año 1967 volvió al Estado de Nueva York para enseñar en la Universidad de Stony Brook, en la que permaneció hasta su jubilación en 1993.
En 1979 se divorció de Dorothy, y en 1985 volvió a casarse, esta vez con Miriam Butensky Bachner.
Simpson falleció en 2012, a consecuencia de complicaciones derivadas del Alzheimer que padecía. Falleció en su casa de Stony Brook.

## Carrera literaria y crítica
Para escribir su poesía Simpson se fijaba en la vida cotidiana y escribía con un estilo sencillo y sin adornos, utilizando ambientes típicamente estadounidenses. Edward Hirsch, poeta y crítico, lo definió como: «el Chéjov de la poesía estadounidense contemporánea».
Simpson publicó su primera colección de poemas The Arrivistes: Poems, 1940-1949 en 1949 y hasta la publicación de Good News of Death, and Other Poems, en 1955, su obra siguió formas tradicionales y patrones métricos y de rima convencionales, aunque trató temas contemporáneos. En esa época fue comparado con W. H. Auden.
A partir de 1959, con la publicación de A Dream of Governors, el autor comienza a experimentar con el verso libre, influenciado por Walt Whitman, aunque con una perspectiva más pesimista. Con At the End of the Open Road, en 1963, abandonó por completo las convenciones poéticas. Continuó escribiendo y publicando hasta poco antes de su muerte, ya en el siglo XXI.
Además de su producción poética, Simpson escribió varios estudios críticos de otros poetas, ensayos, memorias y traducciones.
El crítico Yohma Gray en Poets in Progress habla de la capacidad de Simpson para llamar la atención sobre lo que normalmente pasaría desapercibido: «Incluso en la experiencia más mundana hay una vasta área de realidad no percibida, y es el tipo de poesía como la de Louis Simpson la que nos la hace notar. Nos permite ver cosas que están a nuestro alrededor, pero que normalmente no vemos; añade una nueva dimensión a nuestra percepción sensacional, haciéndonos oír con los ojos y ver con los oídos».

## Obras selectas

### Poesía
- 1949: The Arrivistes: Poems, 1940-1949, Fine Editions.
- 1955: Good News of Death and Other Poems, Scribner.
- 19599: A Dream of Governors, Wesleyan University Press.
- 1963: At the End of the Open Road, Wesleyan University Press.
- 1965: Selected Poems, Harcourt.
- 1971: Adventures of the Letter I, Harper.
- 1976: Searching for the Ox, Morrow.
- 1979: Armidale, BOA Editions.
- 1979: Out of Season, Deerfield Press.
- 1980: Caviare at the Funeral, Franklin Watts.
- 1983: The Best Hour of the Night, Ticknor & Fields.
- 1983: People Live Here: Selected Poems 1949–83, BOA Editions.
- 1988: Collected Poems, Paragon House.
- 1990: Wei Wei and Other Friends, Typographeum.
- 1990: In the Room We Share, Paragon House.
- 1993: Jamaica Poems, Press of Appletree Alley.
- 1995: There You Are: Poems, Story Line Press.
- 2003: The Owner of the House: New Collected Poems, 1940–2001, BOA Editions.
- 2009: Struggling Times, BOA Editions.
- 2010: Voices in the Distance: Selected Poems, Bloodaxe Books.

### Novela
- 1962: Riverside Drive, Atheneum.

### Traducciones
- 1997: Modern Poets of France: a bilingual anthology, Story Line Press. Antología de poetas franceses modernos.
- 2000: The Legacy & The Testament, Story Line Press. Traduccción de dos obras de François Villon: El Legado y El Testamento.

### No ficción
- 1957: The New Poets of England and America, Meridian. Antología. Editor junto a Donald Hall y Robert Pack.
- 1962: James Hogg: A Critical study, St. Martin's Press. Crítica literaria.
- 1963: Five American Poets, Faber. Contribuyente.
- 1967: An Introduction to Poetry, St. Martin's Press. Editor.
- 1972: North of Jamaica, Harper. Editado en U.K. como Air with Armed Men, London Magazine Editions. Autobiografía.
- 1975: Three on the Tower: The Lives and Works of Ezra Pound, T. S. Eliot and William Carlos Williams, Morrow. Crítica literaria.
- 1978: A Revolution in Taste: Studies of Dylan Thomas, Allen Ginsberg, Sylvia Plath, and Robert Lowell, MacMillan. Crítica literaria.
- 1981: A Company of Poets, University of Michigan Press. Crítica literaria.
- 1986: The Character of the Poet, University of Michigan Press. Crítica literaria.
- 1988: Selected Prose, Paragon House. Antología de prosa.
- 1994 : Ships Going Into the Blue: Essays and Notes on Poetry, University of Michigan Press. Crítica literaria.
- 1994: The King My Father's Wreck, Story Line Press. Autobiográfico.

## Premios
- 1958: Poetry Fellowship de la American Academy in Rome.[9]
- 1962: Beca Guggenheim.[10]
- 1964: Finalista del Premio Nacional del Libro de Poesía por At the End of the Open Road.[11]
- 1964: Premio Pulitzer de Poesía por At the End of the Open Road.[12]
- 1965: University Medal for Excellence de la Universidad de Columbia.[13]
- 1965: Commonwealth Club of California Book Awards por Selected Poems.[14]
- 1966: Finalista del Premio Nacional del Libro de Poesía por Selected Poems.[15]
- 1970: Beca Guggenheim.[10]
- 1973: Finalista del Premio Nacional del Libro de Poesía por Adventures of the Letter I.[16]
- 1976: Arts and Letters Awards in Literature de la Academia Estadounidense de las Artes y las Letras.[17]
- 1981: National Jewish Book Awards del Jewish Book Council por Caviare at the Funeral.[18]
- 1998: Harold Morton Landon Translation Award de la Academy of American Poets por Modern Poets of France: a bilingual anthology.[19]
- 2003: Finalista del Premio Nacional del Libro de Poesía por The Owner of the House: New Collected Poems 1940-2001.[20]
- 2004: Finalista del Premio Griffin de Poesía por The Owner of the House: New Collected Poems 1940-2001.[21]